# Guvernul Titu Maiorescu (1)
Guvernul Titu Maiorescu (1) a fost un consiliu de miniștri care a guvernat România în perioada 28 martie - 14 octombrie 1912.

## Componența
- Președintele Consiliului de Miniștri

Titu Maiorescu (28 martie - 14 octombrie 1912)
- Ministrul de interne

Constantin C. Arion (28 martie - 14 octombrie 1912)
- Ministrul de externe

Titu Maiorescu (28 martie - 14 octombrie 1912)
- Ministrul finanțelor

Theodor Rosetti (28 martie - 14 octombrie 1912)
- Ministrul justiției

Mihail G. Cantacuzino (28 martie - 14 octombrie 1912)
- Ministrul de război

General Ion Argetoianu (28 martie - 14 octombrie 1912)
- Ministrul cultelor și instrucțiunii publice

ad-int. Constantin C. Arion (28 martie - 14 octombrie 1912)
- Ministrul industriei și comerțului

Dimitrie Nenițescu (28 martie - 14 octombrie 1912)
- Ministrul agriculturii și domeniilor

Ion Lahovari (28 martie - 14 octombrie 1912)
- Ministrul lucrărilor publice

Ermil Pangrati (28 martie - 14 octombrie 1912)

## Sursa
- Stelian Neagoe - "Istoria guvernelor României de la începuturi - 1859 până în zilele noastre - 1995" (Ed. Machiavelli, București, 1995)

| Precedat(ă) de: Guvernul Petre P. Carp (2) | Guvernul Titu Maiorescu (1) 28 martie - 14 octombrie 1912 | Succedat(ă) de: Guvernul Titu Maiorescu (2) |